# 君野ゆめ
君野 ゆめ（きみの ゆめ、1987年8月30日 - ）は、日本の元AV女優。パラダイステレビでアナウンサーも担当していた。オールプロモーション所属。
血液型：O型。身長157cm、スリーサイズ：B83（C）・W59・H85。
趣味：カラオケ、ショッピング。特技：バスケット、チアダンス。

## 略歴
神奈川県出身。2006年12月、『君の夢は僕の夢』でメディアステーション専属女優としてAVデビュー。2007年3月、『セル初・超デジモ』でレアル・ワークスよりセルデビュー。2010年7月、大阪での撮影会を最後に引退。その後もブログの更新を続けていたが、2010年9月21日の投稿を最後に途切れている。

## 出演作品

### アダルトビデオ
2006年
- 君の夢は僕の夢　（12月22日、宇宙企画）

2007年
- 学園まるごと君野ゆめ　（1月19日、宇宙企画）
- ソープの女神さま　（2月16日、宇宙企画）
- セル初・超デジモ　（3月16日、レアル・ワークス）
- ゆめが奥さんになってあげる 君野ゆめの超高級癒し系おもてなしソープ嬢　（4月20日、レアル・ワークス）
- あの釈由○子似大型AVアイドル　（5月17日、ディープス）
- スーパーアイドル女子校生4時間　（5月18日、ケイ・エム・プロデュース）
- あの釈由○子似君野ゆめ DREAM　（6月21日、ディープス）
- 釈コス　（7月19日、ディープス）
- クイーン☆ブレード 美闘士陵伝　（8月16日、イフリート）
- 宇宙企画スーパースター4時間2 （8月24日、宇宙企画）
- ラブごめ! in 君野ゆめ　（9月20日、イフリート）
- 涼宮ヒハルの憂鬱 コスプレギャラリー　（10月18日、イフリート）
- おまもりひより in 君野ゆめ　（11月22日、イフリート）
- クイーン☆ブレードII 美闘士陵伝　（12月20日、イフリート）

2008年
- 宇宙企画 顔面シャワー 4時間 DX（1月25日、宇宙企画）
- 宇宙企画 コレクション 2008 4時間（2月18日、宇宙企画）
- 涼宮ヒハルの憂鬱 ハレハレ240分てんこもり!総集編 （3月6日、イフリート）
- らき☆ちゅた ☆4時間SPECIAL!!☆　（3月13日、MOODYZ）
- 鬼イカセ失禁イラマチオぶっかけ電流吊るしFUCK　（4月13日、MOODYZ）
- 真性中出し　（5月13日、MOODYZ）
- 双葉社人気成人コミック 総集編（5月22日、イフリート）
- 真性アナルFUCK　（6月13日、MOODYZ）
- 極上中出し温泉　（7月13日、MOODYZ）
- ごっくんせんせい　（8月13日、MOODYZ）
- 真性潮吹きFUCK　（11月1日、MOODYZ）
- 楠木女学院 奴隷色のステージ 3　（11月7日、アタッカーズ）
- 奥さんになってあげるBEST~15名の人気女優が入れ替わりお世話しますスペシャル~　（12月19日、MOODYZ）

2009年
- 行列のできる生中出し風俗ビル (ブルーレイ作品：1月30日、宇宙企画)
- 温泉で大乱交BEST4時間 （3月1日、MOODYZ）
- 私、アナルでしかイケないの!!絶頂アナル...（3月13日、MOODYZ）
- らぶアニコスすたいる 香坂百合 君野ゆめ 高岡紗英 愛里ひな （4月1日、MOODYZ）
- 近親・姉妹レズ(1) （4月24日、U&K）
- 禁断の桜の園 （5月1日、アウダースジャパン）
- DOKIレズ 34 （5月1日、アウダースジャパン）
- （裏）手コキクリニック 〜完全版〜 性交クリニック5 （5月7日、SODクリエイト）
- 吹き上がる潮の宴!!絶頂潮吹き大乱交ベスト4時間 （5月13日、MOODYZ）
- コスプレ例大祭 （5月22日、TMA）
- おしゃぶり学園ピンサロ科1（5月22日、FS.KnightsVisual）
- 素人公募中出し!君野ゆめちゃんに真正中出ししてみませんか（6月18日、モブスターズ）
- 全裸で男をボコボコにする女達（7月9日、SODクリエイト）
- 縞パン・ニーソックス4時間（7月24日、TMA）
- D.Dブレイカーゆめ 暗黒夢破壊譚 ACT-02 YUME 放浪の愚者（8月7日、アタッカーズ）
- HUNTERユーザ考案AVドラマ第1弾 僕に彼女ができないのはわかっている。だか...（8月20日、HUNTER）
- あなた、許して…。 若妻の淫らな強制アルバイト（9月7日、アタッカーズ）
- こだわりの手コキ 4時間SP 13 35人のハンドメイド (9月15日、隼エージェンシー)
- アナルΩアクメ耐久Fuck14（9月19日、プレステージ）
- 騎りグセ(のりぐせ)（9月20日、プリモ）
- アナルでイキまくる肛門女8時間（10月1日、MOODYZ）
- フェラコレ2009秋SP （10月15日、隼エージェンシー）
- 新奴隷島 特別編 君野ゆめ、小澤新音 (10月7日、アタッカーズ)
- 婦人科検診でシ○ウト女性のカラダをいじり倒してイカす！ 日高ゆり、君野ゆめ (12月6日、パラダイスTV)
- 美少女に見つめられながら手コかれちゃった僕。2 宮下まい、君野ゆめ、小宮ゆい、赤坂アスカ、愛川香織 (12月25日、アロマ企画)

2010年
- 卑猥語お嬢様 君野ゆめ、宝部ゆき (1月13日、アロマ企画)
- ネチョレズ！ Vol.5 乙音奈々、千堂ゆりあ、彩芽みなと、篠原奈美、君野ゆめ、原明奈 (4月13日、U&K)
- 監禁調教 服従する5人の女たち 雪見紗弥、君野ゆめ、飯島くらら、二宮せりな、神田ゆりあ (4月25日、ハヤブサ)
- デリヘルギャルに無理やり！本番！中出し！ 君野ゆめ、星野あや、二宮せりな、岡田あい、鈴木茶緒 (4月25日、ハヤブサ)
- デリギャル＆キャバ嬢に無理やり中出し 君野ゆめ、二宮せりな、星野あや、岡田あい (5月25日、ハヤブサ)

- 愚か者よ！ 君野ゆめ、石川みずき (8月25日、Fantasista)

2011年
- 夫の前で輪姦される幼妻と実姉 君野ゆめ、鶴瀬愛美 (3月11日、STAR PARADISE)

### UMD
- 脱がせ!野球拳 ポロリグラビア天国ポータブル （2007年9月27日　PSP）
- 脱がせ!野球拳 ポロリグラビア天国 （2007年9月27日　DPG）

## 出演

### テレビ(バラエティー)
- エロ☆パラNight　（GyaOジョッキー2008年1月29日・2008年3月18日放送ゲスト出演）
- エロ生☆パラダイス　（2008年4月1日 ‐ 2009年3月31日・GyaOジョッキー）
- おとなのびっくりクリニック (2009年2月、日本海テレビ) - マンスリーゲスト。
- デラ☆エロパラ(GyaOジョッキー、2009年8月25日最終回ゲストとして出演)

### CS(スカパー)
- 裸のニュースステーション3（パラダイステレビ、2007年8月 - 2009年9月）
- NEWS ERO（パラダイステレビ、2009年10月 -2010年3月 ）
- 桃のふくらみ #50（MONDO TV）

### 撮影会
Pinkys〔ピンキーズ〕　2008年8月3日（日）